# Bhim Sen Sachar
Bhim Sen Sachar (1 de diciembre de 1894-18 de enero de 1978)  fue un político indio. Fue el Ministro Principal de Punjab , tres veces.

## Primeros años
Sachar nació el 1 de diciembre de 1894. Hizo una licenciatura y un LLB en Lahore y ejerció la abogacía en Gujranwala, que ahora se encuentra en Pakistán . Se sintió atraído por el movimiento por la libertad y se unió al partido del Congreso Nacional de la India a una edad temprana. En 1921, fue elegido Secretario del Comité del Congreso de Punjab Pradesh. Cuando India obtuvo su independencia en 1947, era un miembro importante del partido.

## Años en Pakistán
Alrededor de la época de la independencia, Sachar aceptó la ciudadanía de Pakistán y se convirtió en miembro de la Primera Asamblea Constituyente de Pakistán. Más tarde renunció a la ciudadanía de Pakistán y regresó a la India.

## De vuelta en la India
En 1949, el Congreso lo eligió para el cargo de Ministro Principal de Punjab . Prestó juramento el 13 de abril de 1949 y sirvió hasta el 18 de octubre de 1949.  Sin embargo, la amarga política de facciones en la unidad del partido estatal entre Gopi Chand Bhargava y Sachar llevó a la primera imposición del gobierno del presidente en cualquier estado de la India en virtud del artículo 365. de la Constitución de la India. 
Las primeras elecciones en la India independiente se celebraron en 1952 y la asamblea legislativa de Punjab se formó por primera vez ese año. El partido del Congreso ganó las elecciones provinciales en ese momento, y Sachar se convirtió en el primer ministro nuevamente, sirviendo del 17 de abril de 1952 al 23 de enero de 1956.
Bhim Sen Sachar era suegro del famoso periodista y embajador de India en el Reino Unido, Kuldip Nayar.
Después de dimitir del cargo (debido a la política interna del partido), Sachar fue nombrado gobernador de Odisha por el gobierno sindical. Sirvió de 1956 a 1957. Luego fue nombrado gobernador de Andhra Pradesh y sirvió de 1957 a 1962.
Durante la Emergencia, fue arrestado y enviado a la cárcel con algunos otros líderes disidentes del partido del Congreso, que pertenecían a la "vieja escuela" del partido y habían hablado contra el creciente autoritarismo de Indira Gandhi y su hijo Sanjay.

## Vida personal
Sachar se casó a una edad temprana con una niña de su propia comunidad, en un partido concertado por sus padres. Su hijo, Rajinder Sachar (n. 1923) fue un abogado y juez que se desempeñó como presidente del Tribunal Supremo de Delhi, y fue el famoso presidente del Comité Sachar que produjo un informe sobre la situación de las minorías religiosas en la India. . Otro hijo, el capitán Vijay Sachar del ejército indio, murió en combate en Gaza, donde estaba sirviendo en el contingente indio de la UNEF. El veterano periodista indio, activista de izquierda y activista por la paz Kuldip Nayar es yerno de Sachar.